# Гальченко Іван Васильович
Гальченко Іван Васильович (нар. 24 вересня 1947, с. Каленики Решетилівського району Полтавської області) — український педагог, директор Кременчуцького педагогічного коледжу імені А. С. Макаренка (з 1987 р.), заслужений працівник освіти України, відмінник освіти, кавалер ордена «За заслуги» ІІІ ступеня.

## Біографія
Народився 24 вересня 1947 року в с. Каленики Решетилівського району Полтавської області в родині селян. Батько Василь Сергійович багато років працював водієм, був і ковалем, як свого часу дід і прадід. Мати Ганна Василівна замолоду працювала на фермі, у полі, пізніше — у дитячому садку.
З дитинства виявляє самостійність. Сам записується до першого класу Калениківської восьмирічної школи. По сусідству жив учитель Іван Васильович Піхуля, який зацікавив хлопця шкільним життям і став його першим учителем. Згодом класним керівником стає Галина Григорівна Трутень, яка викладає німецьку мову та хімію.
Особливо Гальченка І. В. вабили точні науки: математика, фізика. По закінченні 8-го класу отримує Похвальний лист. Продовжив навчання у Сухорабівській школі, де ще більше зацікавився точними науками.
Після закінчення школи Гальченко І. В. продовжує навчання в Полтавському педінституті ім. В. Г. Короленка на фізико-математичному факультеті, де глибше вивчає математику і фізику, пізнає деталі педагогічного процесу.
В той же час він активний учасник спортивних змагань, конкурсів. Велосипедний спорт став для нього основним видом, він виконав норматив майстра спорту СРСР. Одночасно з велоспортом грав за сільську футбольну команду, яка неодноразово займала призові місця.
У 1969 році закінчив Полтавський педагогічний інститут ім. В. Г. Короленка, отримав спеціальність вчителя фізики.
Після закінчення педінституту — служба у лавах Радянської армії.
У 1969—1977 рр. працює у середній школі № 17 м. Кременчука вчителем фізики та організатором позакласної роботи, у 1977—1980 рр. — заступником директора з навчально-виховної роботи середньої школи № 8 м. Кременчука. З 1980 по 1987 рік — завідувач відділу народної освіти Автозаводського райвиконкому м. Кременчука.
У лютому 1987 р. Гальченко І. В. очолює Кременчуцьке педагогічне училище. У перші ж роки він береться за розбудову нових корпусів, упорядковує територію закладу, бере курс на поповнення матеріальної і технічної бази за найвищими стандартами, на дбайливу, вдумливу роботу з кадрами, на створення умов та стимулів для професійного зростання викладачів.
Поряд з основними спеціальностями в училищі, враховуючи запити сільської школи та необхідність забезпечити більшу конкурентоспроможність випускників, введено більше 10 додаткових кваліфікацій: «Вчитель англійської мови в початкових класах», «Вчитель інформатики в початкових класах», «Соціальний педагог» та інші. У 1999 р. відкрито відділення фізичного виховання.
Також завдяки зусиллям Гальченка І. В. на базі педучилища у 1997 році з метою забезпечення рівного доступу до якісної освіти дітей Полтавської області створено ліцей-інтернат для обдарованої сільської молоді, а у 2012 році з метою організації навчання та оздоровлення обдарованих дітей Полтавщини, оптимізації умов для виявлення талановитої молоді і надання їй підтримки в розвитку творчого потенціалу на базі коледжу у с. Потоки відкрито навчально-оздоровчий комплекс «Ерудит» для обдарованої молоді Полтавської області.
Гальченко І. В. є автором низки праць, зокрема: «Досвід макаренківської педагогічної системи у діяльності педагогічного училища» (2003); «Від фінансової економіки освіти до економіки знань» (2005).
Протягом чотирьох скликань був депутатом Полтавської обласної ради та головою постійної депутатської комісії з питань освіти, науки і культури, членом обласної ради директорів вищих навчальних закладів І-ІІ рівнів акредитації. Будучи депутатом Полтавської обласної ради, допомагав у вирішенні питання комп'ютеризації та зміцненні матеріальної бази ряду шкіл Решетилівського району. У 2004 році Гальченку І. В. присвоєно звання «Почесний громадянин Решетилівського району».

## Нагороди та відзнаки
- Орден «За заслуги» III ступеня (2012)
- Почесне звання «Заслужений працівник освіти України» (1992)
- Нагрудний знак «Відмінник освіти України» (1995)
- Нагрудний знак «А. С. Макаренко»